# Natsumi Ando
Natsumi Ando, giapponese: (安藤なつみ (Aichi, 27 gennaio ...), è una fumettista giapponese, nota soprattutto per aver disegnato il manga Zodiac Detective.
Il nome è uno pseudonimo. Ha una sorella minore.

## Carriera
Natsumi Ando debutta nell'estate del 1995 sulla rivista Nakayoshi con Ijipparina Cinderella, per il quale aveva vinto il diciannovesimo Nakayoshi Manga Award l'anno precedente. Seguono altri manga, tra i quali Mariappoi no!, che racconta le avventure di Hinata, una ragazza che, dopo essere morta in un incidente stradale, stringe un patto con la Vergine Maria per tornare in vita.
Diventa nota nel 2001 con Zodiac Detective, che si conclude due anni dopo e a cui segue Wild Boy - Un amore che viene dalla giungla. Nel 2004 inizia la pubblicazione di Kitchen no Ohime-sama, un manga shojo in 10 volumi realizzato in collaborazione con Miyuki Kobayashi che si conclude nel 2008 e per il quale vince, nel 2006, il Kodansha Manga Award.
Nel 2009, la Ando comincia a lavorare su Arisa, una commedia scolastica che si sviluppa nell'arco di 12 volumi. Terminato Arisa, nel 2013 comincia Waltz no ojikan.

## Opere
- Ijipparina Cinderella (いじっぱりなシンデレラ?, Ijipparina Shinderera), 1995.
- Kimi ni ēru o okurō (きみにエールを送ろう?, Kimi ni ēru o okurō), 1995.
- Toki o hete mo kawaranai mono (時を経ても変わらないもの?, Toki o hete mo kawaranai mono), 1996.
- Natsu no okuri monorunrun (夏のおくりもの るんるん?, Natsu no okuri monorunrun), 1996.
- Tamete misema show! (貯めてみせまショウ!?, Tamete mise ma shō!) – volume unico, 1996-1997.
- Watashi no debyū-dō (わたしのデビュー道?, Watashi no debyū-dō), 1997.
- Muteki no heroine (無敵のヒロイン?, Muteki no hiroin, lett. L'eroina invincibile), 1997.
- Hana maru ninpō-chōrunrun (花丸忍法帳 るんるん?, Hana maru ninpō-chōrunrun), 1997-1998.
- Tsuiteru ne Hijiri-chan (ツイてるね聖ちゃん?, Tsuiteru ne Hijiri-chan) – volume unico, 1998.
- Minna de hiroin o mezase!] (みんなでヒロインをめざせ!?, Minna de hiroin o mezase!), 1998.
- Play shita yo! Guranyū-tō! Dai bōken (プレイしたよ!「グラニュー島! 大冒険」?, Purei shita yo! Guranyū-tō! Dai bōken), 1998.
- Hoshii no wa smile! (ほしいのはスマイル!?, Hoshii no wa sumairu!), 1999.
- Smile de ikou! (スマイルでいこう!?, Sumairu de ikou!) – 3 volumi, 1999.
- Mariappoi no! (マリアっぽいの!?, Mariappoi no!) – 2 volumi, 2000-2001.
- Zodiac Detective (十二宮でつかまえて?, Jūnikyū de tsukamaete) – 4 volumi, 2001-2003.
- Wild Boy - Un amore che viene dalla giungla (ワイルドだもん♥?, Wairudoda mon ♥) – 3 volumi, 2003-2004.
- Haunted Mansion Night Fever (ホーンテッド・マンションは今夜もフィーバー?, Hōnteddo manshon wa kon'ya mo fībā) – oneshot, 2003. Inclusa in Wild Boy - Un amore che viene dalla giungla, volume 3.
- 7 Days for a Kiss – oneshot, 2003. Inclusa in Wild Boy - Un amore che viene dalla giungla, volume 3.
- Kitchen no ohime-sama (キッチンのお姫さま?, Kitchin no ohimesama) – 10 volumi, 2004-2008. In collaborazione con Miyuki Kobayashi.
- Arisa (ARISA?, ARISA) – 12 volumi, 2009-2012.
- Waltz no ojikan (ワルツのお時間?, Warutsu no ojikan) – 3 volumi, 2013-2014.
- Tsunagaru ~Te no hira no sekai~ (ツナガル 〜てのひらの世界〜?) – oneshot, 2014.
- Tea With Memory - Golden Drop (～Tea With Memory～ ゴールデンドロップ?) – oneshot, 2014.
- Tea With Memory - Chichi no flavor (～Tea With Memory～ 父のフレーバー?) – oneshot, 2014.
- Heidi to Yamao (ハイジと山男?) – 3 volumi, 2015.
- Watashitachi wa doukashiteiru (私たちはどうかしている?) – 16 volumi, 2016-2021.
- Yoi machi wagashi jō (宵待ち和菓子帖?) – oneshot, 2016.
- Watashitachi wa doukashiteiru shinkon-hen - Sakurairo no renga (私たちはどうかしている 新婚編-桜色の連歌-?) – volume unico, 2022.
- Hatsukoi chūdoku (初恋中毒?) – 3 volumi, 2022-in corso.
- Watashitachi wa doukashiteiru shinkon-hen - Chō no sumika (私たちはどうかしている 新婚編-蝶の棲家-?) – volume unico, 2023.
- Watashitachi wa doukashiteiru shinkon-hen - Chiyo no haru  (私たちはどうかしている 新婚編-千代の春-?) – volume unico, 2023.